# Поштове відправлення

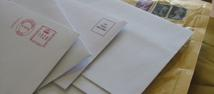
Поштові відправлення зі знаками поштової оплати та службовими відмітками

Поштове відправлення  — загальне визначення для відправлень, які доручаються спеціалізованій установі для пересилки та доставки адресатові.

## Класифікація
Поштові відправлення класифікуються за категоріями, розрядами та видами.

### Категорії
Залежно від страхування поштові відправлення класифікуються на прості (що приймаються до пересилання без страхування) і застраховані (прийняті до пересилання зі страхуванням). Залежно від виду страхування поштові відправлення зі страхуванням підрозділяються на рекомендовані, цінні і з післяплатою.
- Прості поштові відправлення (листи, поштові картки, бандеролі) приймаються до пересилання без видачі квитанцій і вручаються адресатам без розписки.
- Реєстровані поштові відправлення (рекомендовані листи, рекомендовані поштові картки, рекомендовані бандеролі, посилки, грошові перекази), приймаються від відправників з видачею квитанції, реєструються на певних етапах пересилання у відповідних документах і видаються одержувачу під розписку.
- Цінні поштові відправлення (відкриті і закриті цінні листи, цінні бандеролі, цінні посилки). Відкриті цінні листи приймаються від відправників у відкритому (незапакованому) вигляді з описом вкладення, тоді як закриті цінні листи приймаються від підприємств, установ і організацій в закритому конверті, опечатаному сургучною печаткою. У разі втрати або пошкодження вкладення коштовної бандеролі, листа, посилки виплачується компенсація в межах суми оголошеної цінності.
- Посилки бувають звичайними та цінними. Цінна посилка відрізняється від звичайної тим, що при її відправленні відправник вказує суму її цінності.
- Грошові перекази (поштові і телеграфні (звичайні і термінові)).
- Поштові відправлення з післяплатою.
- Залежно від наявності у поштової служби обов'язку повідомити про вручення застрахованих поштових відправлень, вони бувають без повідомлення відправника про вручення їх адресату і з повідомленням про вручення.
- Авіапоштові відправлення, доставка яких здійснюється за допомогою повітряного транспорту.
- Залежно від оплати поштові відправлення поділяються на оплачені (поштовими марками, готівкою або шляхом безготівкових розрахунків згідно поштових тарифів) і розраховані (не оплачені або не повністю оплачені поштовим збором — збір за них стягується з адресатів при врученні, в тому числі доплатними марками).
- Залежно від характеру пересилання поштових відправлень, вони поділяються на внутрішні (міжміські і місцеві), які пересилаються в межах території діяльності однієї поштової служби, та міжнародні, які відправляються за кордон або надходять з-за кордону.

### Розряди
За критерієм приналежності до певної групи відправників або адресатів поштові відправлення поділяються на такі розряди:
- урядові
- приватні
- військові
- службові
- судові
- інші.

### Види
За критерієм характеру вкладення, розміру, маси і виду упаковки виділяються такі види поштових відправлень:
- закриті листи;
- поштові картки (поштові листівки);
- бандеролі;
- посилки;
- грошові перекази;
- періодичні видання.

Також виділяють:
- дрібні пакети,
- аерограми,
- поштові листи,
- таємні відправлення та інші види.